# یواس‌اس هیدالگو (ای‌کی-۱۸۹)
یواس‌اس هیدالگو (ای‌کی-۱۸۹) (به انگلیسی: USS Hidalgo (AK-189)) ، یک کشتی بود که طول آن 388' 8" بود. این کشتی در سال ۱۹۴۴ ساخته شد.